# هوشوريو توموكاتسو
هوشوريو توموكاتسو (باليابانية: 豊昇龍 智勝، ولد باسم Sugarragchaagiin Byambasüren؛ 22 مايو 1999) هو مصارع سومو محترف منغولي. بدأ مشواره الاحترافي في يناير 2018 وهو يصارع لصالح فريق تاتسونامي. وهو معروف بشكل خاص برمياته؛ غالبًا ما يكون مصارعو السومو المنغوليون ماهرين في الرمي، مما يعكس المهارات المستخدمة في المصارعة المنغولية.
ابن شقيق اليوكوزونا رقم 68 في هذه الرياضة أساشوريو أكينوري، فاز هوشوريو بثلاث بطولات باسمه. بعد فترة وجيزة من ظهوره لأول مرة في عام 2018، فاز بلقب جونيدان من الدرجة الأدنى دون هزيمة. فاز هوشوريو بأول لقب له في الدرجة الأولى في يوليو 2023، مما أدى لاحقًا إلى ترقيته إلى رتبة أوزيكي. بعد احتلاله المركز الثاني في بطولة نوفمبر 2024، فاز هوشوريو بلقبه الثاني في الدرجة الأولى في يناير 2025 وتم ترقيته إلى أعلى رتبة في رياضة السومو الاحترافية، ليصبح اليوكوزونا رقم 74.

## الحياة المبكرة ورياضة السومو
وُلِد شوغاراجشا في أولان باتور، منغوليا، باعتباره الابن الثاني للأخ الأكبر لليوكوزونا السابق أساشوريو أكينوري (سوغاراجشا دولغورسورينجين)، الذي لديه خلفية كمصارع بوك. وُصف بأنه "طفل المدينة"، فقد أمضى كل إجازاته الصيفية، وخاصة الطويلة في منغوليا (من يونيو إلى سبتمبر) في التخييم في الخيام المنغولية. عندما كان طفلاً، كان رياضيًا بطبيعته وتعلم ركوب الخيل في سن الثالثة. في سن الخامسة، بدأ في تلقي دروس في كرة السلة والجودو في نفس النادي مع زميله المستقبلي أوزيكي كيريشيما، قائلاً إنهما معًا "كانا مثل الأصدقاء". وُلِد شوغاراجشا في عائلة مصارعة، وغالبًا ما كان يتواصل اجتماعيًا مع مصارعي السومو المحترفين الآخرين في حفلات العشاء، ولا سيما مع يوكوزونا رقم 73 تيرونوفوجي، قبل وقت طويل من أن يصبح محترفًا بنفسه. كما كان يشاهد مباريات عمه على شاشة التلفزيون، وأبدى احترامًا كبيرًا له. وعلى الرغم من أنه لم يكن مولعًا بالمصارعة بشكل خاص، إلا أنه بدأ في تلقي دروس البوك في سن الحادية عشرة وحقق بعض النجاحات المحلية.